# Quincy-Voisins
Quincy-Voisins és un municipi francès, situat al departament de Sena i Marne i a la regió de Illa de França. L'any 2007 tenia 4.944 habitants.
Forma part del cantó de Serris, del districte de Meaux i de la Comunitat de comunes Pays Créçois.

## Demografia

### Població
El 2007 la població de fet de Quincy-Voisins era de 4.944 persones. Hi havia 1.713 famílies, de les quals 329 eren unipersonals (123 homes vivint sols i 206 dones vivint soles), 460 parelles sense fills, 781 parelles amb fills i 143 famílies monoparentals amb fills.
La població ha evolucionat segons el següent gràfic:
Habitants censats

### Habitatges
El 2007 hi havia 1.890 habitatges, 1.780 eren l'habitatge principal de la família, 23 eren segones residències i 87 estaven desocupats. 1.653 eren cases i 224 eren apartaments. Dels 1.780 habitatges principals, 1.479 estaven ocupats pels seus propietaris, 270 estaven llogats i ocupats pels llogaters i 32 estaven cedits a títol gratuït; 32 tenien una cambra, 126 en tenien dues, 202 en tenien tres, 474 en tenien quatre i 947 en tenien cinc o més. 1.512 habitatges disposaven pel capbaix d'una plaça de pàrquing. A 790 habitatges hi havia un automòbil i a 863 n'hi havia dos o més.

### Piràmide de població
La piràmide de població per edats i sexe el 2009 era:
| Homes | Edats   | Dones |
| ----- | ------- | ----- |
| 1     | 95 o +  | 4     |
| 1     | 90 a 94 | 3     |
| 8     | 85 a 89 | 33    |
| 20    | 80 a 84 | 26    |
| 30    | 75 a 79 | 74    |
| 40    | 70 a 74 | 45    |
| 50    | 65 a 69 | 37    |
| 97    | 60 a 64 | 67    |
| 161   | 55 a 59 | 118   |
| 170   | 50 a 54 | 193   |
| 201   | 45 a 49 | 206   |
| 195   | 40 a 44 | 173   |
| 215   | 35 a 39 | 216   |
| 152   | 30 a 34 | 166   |
| 119   | 25 a 29 | 127   |
| 142   | 20 a 24 | 129   |
| 200   | 15 a 19 | 239   |
| 194   | 10 a 14 | 177   |
| 172   | 5 a 9   | 165   |
| 132   | 0 a 4   | 106   |

## Economia
El 2007 la població en edat de treballar era de 3.398 persones, 2.594 eren actives i 804 eren inactives. De les 2.594 persones actives 2.455 estaven ocupades (1.239 homes i 1.216 dones) i 138 estaven aturades (67 homes i 71 dones). De les 804 persones inactives 297 estaven jubilades, 323 estaven estudiant i 184 estaven classificades com a «altres inactius».

### Ingressos
El 2009 a Quincy-Voisins hi havia 1.802 unitats fiscals que integraven 5.059,5 persones, la mediana anual d'ingressos fiscals per persona era de 23.523 €.

### Activitats econòmiques
Dels 206 establiments que hi havia el 2007, 1 era d'una empresa extractiva, 1 d'una empresa alimentària, 3 d'empreses de fabricació de material elèctric, 1 d'una empresa de fabricació d'elements pel transport, 13 d'empreses de fabricació d'altres productes industrials, 43 d'empreses de construcció, 50 d'empreses de comerç i reparació d'automòbils, 12 d'empreses de transport, 5 d'empreses d'hostatgeria i restauració, 6 d'empreses d'informació i comunicació, 5 d'empreses financeres, 6 d'empreses immobiliàries, 31 d'empreses de serveis, 19 d'entitats de l'administració pública i 10 d'empreses classificades com a «altres activitats de serveis».
Dels 53 establiments de servei als particulars que hi havia el 2009, 1 era una oficina de correu, 5 tallers de reparació d'automòbils i de material agrícola, 1 autoescola, 7 paletes, 7 guixaires pintors, 3 fusteries, 8 lampisteries, 9 electricistes, 2 empreses de construcció, 3 perruqueries, 3 restaurants, 3 agències immobiliàries i 1 saló de bellesa.
Dels 9 establiments comercials que hi havia el 2009, 1 era una gran superfície de material de bricolatge, 1 una botiga de menys de 120 m², 2 llibreries, 1 una sabateria, 1 una botiga de mobles, 1 una botiga de material de revestiment de parets i terra, 1 un drogueria i 1 una joieria.
L'any 2000 a Quincy-Voisins hi havia 8 explotacions agrícoles que ocupaven un total de 360 hectàrees.

## Equipaments sanitaris i escolars
El 2009 hi havia 2 farmàcies i 1 ambulància.
El 2009 hi havia 2 escoles maternals i 3 escoles elementals.

## Poblacions més properes
El següent diagrama mostra les poblacions més properes.